# Women's Regional Handball League
Women's Regional Handball League (WRHL) er en international håndboldliga med deltagelse af kvindelige klubhold fra Østrig, Slovenien, Kroatien, Bosnien-Hercegovina, Serbien, Montenegro og Makedonien.
Den første sæson blev turneringen vundet af RK Podravka Vegeta fra Kroatien, mens de fire efterfølgende sæsoner blev vundet af ŽRK Budućnost fra Montenegro. I 2011-12-sæsonen bestod ligaen udelukkende af hold fra Serbien, Montenegro og Makedonien.

## Sæsoner
| Sæson   | Vinder             | Nr. 2                 | Nr. 3                 | Hold |
| ------- | ------------------ | --------------------- | --------------------- | ---- |
| 2008-09 | RK Podravka Vegeta | Budućnost T-Mobile    | Hypo Niederösterreich | 8    |
| 2009-10 | Budućnost T-Mobile | Hypo Niederösterreich | RK Podravka Vegeta    | 6    |
| 2010-11 | ŽRK Budućnost      | RK Podravka Vegeta    | RK Metalurg           | 7    |
| 2011-12 | ŽRK Budućnost      | RK Zaječar            | RK Jagodina           | 7    |
| 2012-13 | ŽRK Budućnost      | RK Metalurg           | ŽRK Lokomotiva Zagreb | 8    |
| 2013-14 | ŽRK Budućnost      | RK GEN-I Zagorje      | ŽRK Lokomotiva        | 9    |
| 2014-15 |                    |                       |                       | 5    |